# Asiagomphus kosterini
Asiagomphus kosterini (лат.) — вид стрекоз из семейства дедок (Gomphidae). Описан Томом Компьером в 2018 году. Вид назван в честь российского одонатолога О. Э. Костерина. Известен из Вьетнама, где обитают и некоторые другие представители рода Asiagomphus. Голотип добыт в 2016 году около города Далат, провинция Ламдонг.